# Lilium pinifolium
Lilium pinifolium är en liljeväxtart som beskrevs av L.J.Peng. Lilium pinifolium ingår i släktet liljor, och familjen liljeväxter. Inga underarter finns listade.